# ホールズ・クロフト

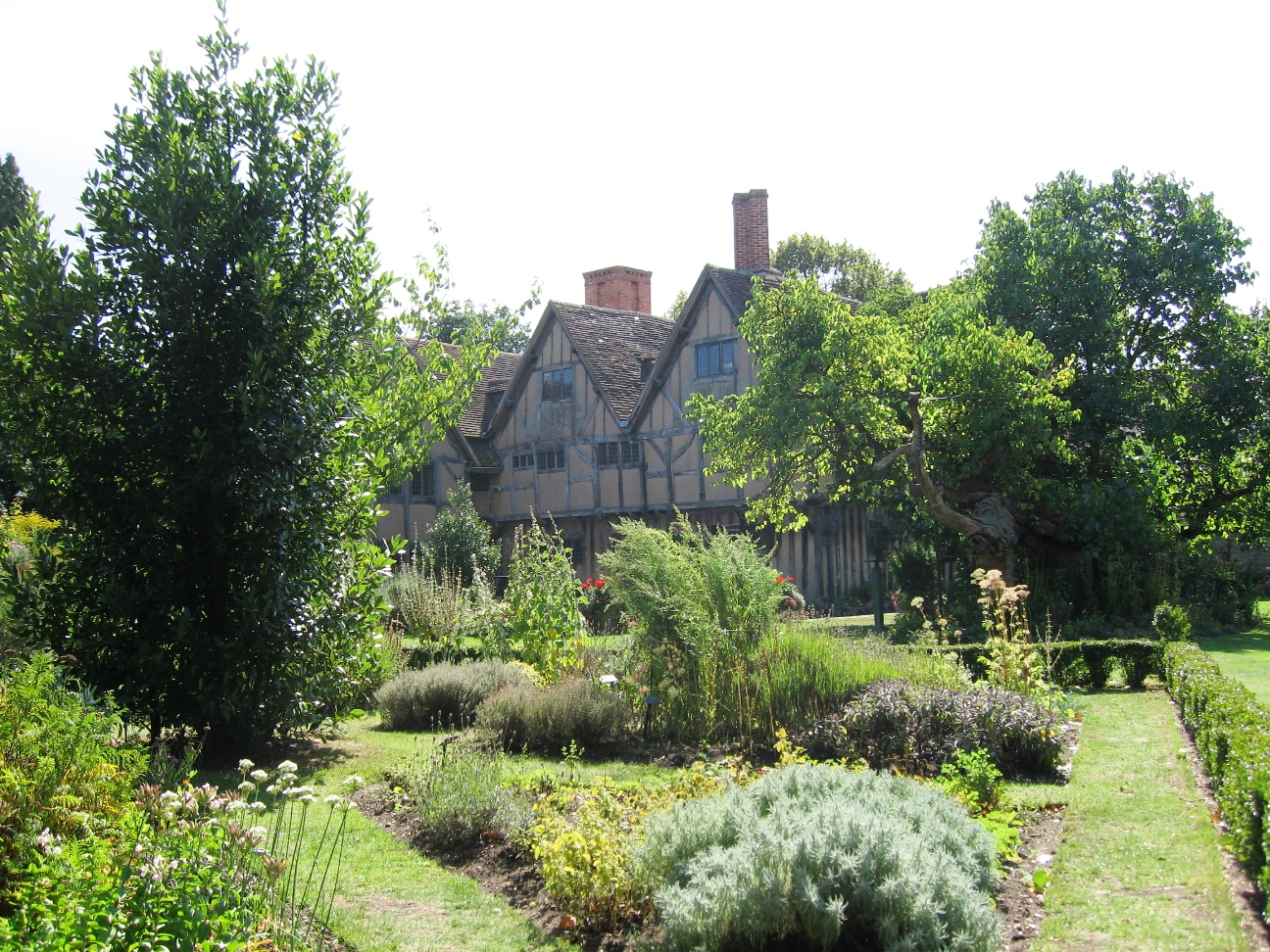
ホールズ・クロフトと庭園

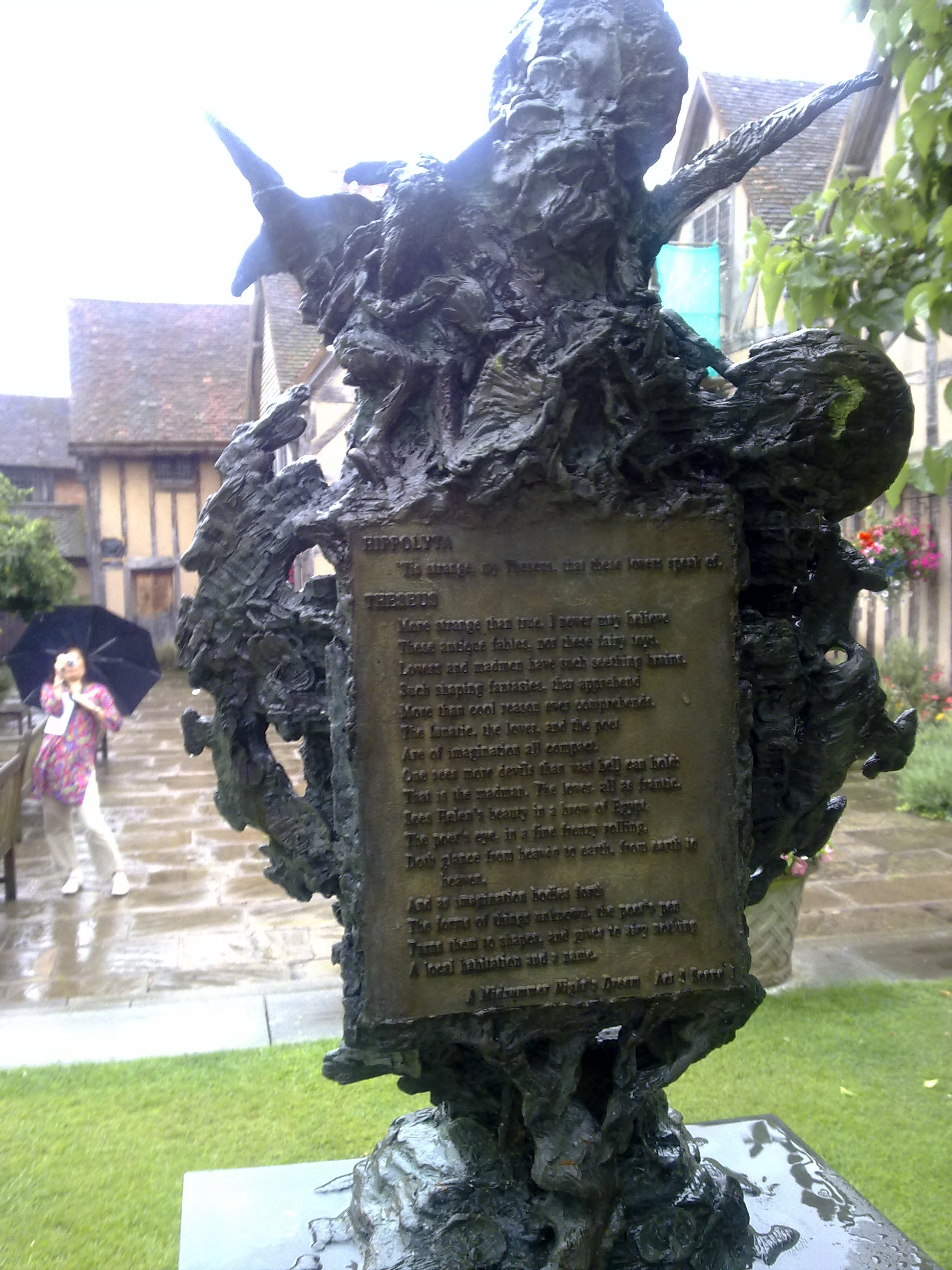
ホールズ・クロフトにある『夏の夜の夢』の碑

ホールズ・クロフト(Hall's Croft)はイングランド、ウォリックシャーのストラットフォード・アポン・エイヴォンにある家である。この家屋はウィリアム・シェイクスピアの娘であるスザンナ・ホールと、その夫である医師のジョン・ホールが所有していた。ホール夫妻は1607年に結婚している。「クロフト」"croft"とはイギリス英語で、家屋につながって囲い込まれている小さな農地や牧草地を意味する。
ホール夫妻は新婚当時、イヴシャム・ウェイにあったホールの家か、ウィリアム・シェイクスピアの晩年の家であるニュー・プレイスに住んでいたと考えられている。1613年から1615年頃に、新築の住宅であるホールズ・クロフトに夫婦で移ってきた。ホール夫妻の娘であるエリザベスはおそらくこの家で生まれた。ホール夫妻が実際にこの家に住んでいた期間は短く、1616年にスザンナの父であるウィリアム・シェイクスピアが病気になって亡くなったため、夫妻はウィリアムの晩年の家であり、スザンナが相続することになったニュー・プレイスに引っ越したと考えられている。ホール夫妻は引っ越した後もホールズ・クロフトを所有しており、19世紀頃までホール一族の家だったのではないかと考えられている。
現在、ホールズ・クロフトはメアリー・アーデンの農場やアン・ハサウェイのコテージなどと同様、シェイクスピア・バースプレイス・トラストが管理しており、博物館として一般に公開されている。ホールズ・クロフトの建物には現在、16世紀から17世紀の絵画や家具のコレクションが入っている。医師であったジョン・ホールと、この時代のあまりよく知られていない医療実践に関する展示も行われている。この博物館には、ジョン・ホールが治療のために使用していたのではないかと考えられるいろいろな種類の植物が囲いの中に植えられている庭園もある。家はストラットフォード・アポン・エイヴォンの市内にあり、ニュー・プレイスなどから歩いて行ける距離である。